# Kuchisake-onna 2
Kuchisake-onna 2 é um filme japonês de 2008 dirigido por Kotaro Terauchi.